# Železniční trať Monmouth–Coleford
Železniční trať Monmouth — Coleford anglicky Coleford Railway nebo Coleford Branch byla krátká železniční trať o normálním rozchodu v Gloucestershiru ve Spojeném království. Vedla z Monmouthu ležícího těsně za anglickými hranicemi ve velšském hrabství Monmouthshiru do Colefordu a byla dlouhá zhruba osm kilometrů. Byla budována v osmdesátých letech devatenáctého století, otevřena 1. září 1883 a provoz byl ukončen 1. ledna 1917. První rok byla provozována malou nezávislou společností, ale už v roce 1884 se dostala pod kontrolu Great Western Railway.

## Dějiny
Jako první plánovala normálněrozhodnou železniční trať mezi Monmouthem a Colefordem společnost Coleford, Monmouth, Usk & Pontypool Railway provozující trať Monmouth – Pontypool. Podle původního plánu měla tato trať vést z Pontypoolu přes Monmouth dále do Colefordu, přičemž trasa byla plánována převážně po bývalé Monmouthské železnici. Coleford, Monmouth, Usk & Pontypool Railway ovšem po dobudování úseku z Monmouthu do Pontypoolu zbankrotovala, trať se stala součástí Great Western Railway a z pokračování na Coleford tak zůstal jen postavený velký monmouthský viadukt přes řeku Wye. Trať z Monmouthu do Colefordu tak dokončila až v roce 1883 společnost Coleford Railway Co.
Na monmouthském konci trať končila ve velké stanici Monmouth Troy, přičemž byla už čtvrtou (a zároveň poslední) tratí, která sem vedla. V souladu s původními plány vedla víceméně v trase bývalé Monmouthské železnice, ale sem tam se odchýlila aby se vyhnula ostrým obloukům. Na své trase železnice procházela pěti tunely. Mezi zastávkou Wyesham Halt, kde se odpojovala od železniční trati Monmouth – Chepstow (trať údolím Wye) a konečnou stanicí v Colefordu byla jen jediná další zastávka, Newland. V Monmouthu mohli cestující přestoupit na trať do Chepstowu, na trať do Pontypoolu a na trať do Ross-on-Wye. Trať nikdy nenaplnila očekávání a byla v úseku od Wyesham Junction do Whitecliff Quarry na Nový rok roku 1917 zavřena.
Několikrát se objevil nápad znovu trať otevřít jako součást blízké sítě Severn & Wye Railway, která dříve končila v Colefordu a převzala po trati Monmouth – Coleford úsek do Whitecliff Quarry. Vzhledem k nutným nákladům na údržbu ovšem k znovuotevření nikdy nedošlo.